# Qianjiapai Shuiku
Qianjiapai Shuiku (kinesiska: 千家排水库) är en reservoar i Kina. Den ligger i provinsen Zhejiang, i den östra delen av landet, omkring 240 kilometer sydväst om provinshuvudstaden Hangzhou. Qianjiapai Shuiku ligger 217 meter över havet. I omgivningarna runt Qianjiapai Shuiku växer i huvudsak blandskog.
Genomsnittlig årsnederbörd är 2 636 millimeter. Den regnigaste månaden är juni, med i genomsnitt 506 mm nederbörd, och den torraste är oktober, med 38 mm nederbörd.